# 広尾線
広尾線（ひろおせん）は、かつて日本国有鉄道（国鉄）が運営していた鉄道路線（地方交通線）。北海道帯広市の帯広駅で根室本線から分岐し、十勝平野を南下して広尾郡広尾町の広尾駅に至る路線であった。
国鉄再建法の制定により1984年に第2次特定地方交通線に指定され、国鉄分割民営化直前の1987年2月2日に全線廃止となった。

## 路線データ
- 管轄：日本国有鉄道
- 路線距離（営業キロ）：帯広 - 広尾 84.0km[1][2]
- 軌間：1067mm[1]
- 駅数：17（起終点駅含む）[1]
- 複線区間：なし（全線単線）
- 電化区間：なし（全線非電化）[1]
- 閉塞方式：タブレット閉塞式
  - 交換可能駅：5（大正、中札内、上更別、忠類、大樹）

## 運行形態
廃止前年の1986年11月1日改正時点では、全線通しの普通列車のみが6往復設定されていた。
鉄道による観光輸送が全盛期であった1962年7月1日に、夏季（9月2日まで）運行の臨時準急「ひろお」1往復が全線で設定され、1965年まで毎年運行された（途中停車は大樹駅）。1966年は士幌線の糠平駅と広尾駅の間を結ぶ形（広尾線内は「ひろお」、士幌線内は「しほろ」）で、8月の2週間運行された。1967年からは糠平・広尾間を臨時急行「大平原」として運行され、広尾ではこれに接続する国鉄バスも増発された。「大平原」はいずれも鉄道としては盲腸線であるローカル線を結んで走るという、珍しい運行形態であった。1975年の夏は広尾線内のみの運行となり、その年限りで廃止となっている。
臨時急行「大平原」停車駅（1969年9月時点）
広尾 - 大樹 - 帯広 - 士幌 - 上士幌 - 糠平

## 歴史
改正鉄道敷設法別表第133号に規定する「膽振國苫小牧ヨリ鵡川、日高國浦河、十勝國廣尾ヲ經テ帶廣ニ至ル鐵道」の一部であり、1929年から1932年にかけて帯広 - 広尾間が開業した。西側の区間は、2つの軽便鉄道を買収して延長した日高本線として1935年に様似まで開業したが、様似 - 広尾間は未開業に終わり、国鉄バス襟裳線（現在はジェイ・アール北海道バス・日勝線）がその間を結んでいた。1980年に国鉄再建法が成立すると、第2次特定地方交通線に指定され、国鉄分割民営化直前の1987年2月に廃止された。
国鉄広尾線時代に愛国駅 - 幸福駅間の切符が「愛の国から幸福へ」として人気となり、一連の縁起切符ブームの火付け役となった。1981年度の営業成績は、80%がこの切符の売り上げとなった。廃止後は、当路線の代行バスを運行している十勝バス（詳細後述）が引き続き硬券乗車券を発売している。なお当路線では「新生駅 - 大樹駅」の切符を求める人もいた。
- 1929年（昭和4年）11月2日： 帯広 - 中札内間 (28.1km) を広尾線として新規開業[2][5]。愛国駅・幸震駅・中札内駅を新設[1]。
- 1930年（昭和5年）10月10日： 中札内 - 大樹間 (32.5km) を延伸開業[2][6]。更別駅・上更別駅・忠類駅・大樹駅を新設[1]。
- 1932年（昭和7年）11月5日： 大樹 - 広尾間 (23.4km) を延伸開業し[7]、全通[2]。石坂駅・豊似駅・野塚駅・広尾駅を新設[1]。
- 1944年（昭和19年）4月1日： 幸震駅を大正駅に改称[1]。
- 1953年（昭和28年）11月15日： 北愛国駅を新設[1]。
- 1955年（昭和30年）10月10日： 帯広駅 - 中札内駅間の旅客列車2往復に気動車を投入[8]。
- 1956年（昭和31年）
  - 6月1日：帯広駅 - 広尾駅間の旅客列車のうち、通学対策列車を除く3往復を気動車化[8]。
  - 8月26日？： 幸福仮乗降場を新設。
  - 11月1日： 幸福仮乗降場を駅に改める[1]。
- 1957年（昭和32年）12月25日： 依田駅を新設[1]。
- 1958年（昭和33年）1月15日：旅客列車6往復を全面気動車化[8]。
- 1960年（昭和35年）4月15日： 十勝東和駅、新生駅を新設[1]。
- 1964年（昭和39年）3月10日 - 12月25日： 根室本線札内川橋梁の改修工事のため、根室本線の全列車が当路線を迂回する。
- 1975年（昭和50年）5月3日： 帯広 - 広尾間でSLお別れ列車を運転[9]。19671+9654の9600形重連。
- 1982年（昭和57年）9月10日： 全線 (84.0km) の貨物営業を廃止[2]。
- 1984年（昭和59年）6月22日： 第2次特定地方交通線として廃止承認[10]。
- 1987年（昭和62年）2月2日： 全線 (84.0km) を廃止[2][1]し、十勝バスのバス路線に転換[11]。

## 駅一覧
- 駅・事業者・所在地などの名称は、広尾線廃止時点のもの。
- 全駅北海道に所在。

| 駅名       | 駅間キロ | 営業キロ | 接続路線                       | 所在地       | 所在地       |
| ---------- | -------- | -------- | ------------------------------ | ------------ | ------------ |
| 帯広駅     | -        | 0.0      | 日本国有鉄道：根室本線、士幌線 | 帯広市       | 帯広市       |
| 依田駅     | 4.1      | 4.1      |                                | 中川郡幕別町 | 中川郡幕別町 |
| 北愛国駅   | 2.6      | 6.7      |                                | 帯広市       | 帯広市       |
| 愛国駅     | 4.3      | 11.0     |                                | 帯広市       | 帯広市       |
| 大正駅     | 5.7      | 16.7     |                                | 帯広市       | 帯広市       |
| 幸福駅     | 5.3      | 22.0     |                                | 帯広市       | 帯広市       |
| 中札内駅   | 6.1      | 28.1     |                                | 河西郡       | 中札内村     |
| 更別駅     | 7.3      | 35.4     |                                | 河西郡       | 更別村       |
| 上更別駅   | 6.6      | 42.0     |                                | 河西郡       | 更別村       |
| 忠類駅     | 8.0      | 50.0     |                                | 広尾郡       | 忠類村       |
| 十勝東和駅 | 4.4      | 54.4     |                                | 広尾郡       | 大樹町       |
| 大樹駅     | 6.2      | 60.6     |                                | 広尾郡       | 大樹町       |
| 石坂駅     | 4.3      | 64.9     |                                | 広尾郡       | 大樹町       |
| 豊似駅     | 6.3      | 71.2     |                                | 広尾郡       | 広尾町       |
| 野塚駅     | 5.1      | 76.3     |                                | 広尾郡       | 広尾町       |
| 新生駅     | 2.8      | 79.1     |                                | 広尾郡       | 広尾町       |
| 広尾駅     | 4.9      | 84.0     |                                | 広尾郡       | 広尾町       |

## 廃線後

### 代替バス
広尾線廃止後は、十勝バスが代替バスの運行を開始した。廃止前から十勝バスは並行する路線を運行していたが、拡充する形で早朝・深夜の増発、快速便や区間便、道路事情の関係でルートから外れる依田・北愛国経由などの系統も設定されたり、転換交付金による新車も投入された。その後は中型車の運行や、系統の統合（依田・北愛国経由は廃止）や減便を実施しているが、モータリゼーションの更なる進行や、沿線の過疎化の影響で、乗車率は低迷しており、2006年に国土交通省北海道運輸局が公表した「高額補助金交付路線」に名を連ねた。
2017年11月4日現在、帯広駅バスターミナル - 広尾間に平日14往復、休日10往復が運行されている。このほか、沿線の通学客用に下りは帯広市バスターミナル→大正小学校前間の区間便が1本、上りは更別南3線・中札内小学校前・大正→三条高校開西病院前・大谷高校前・緑陽高校前間の区間便が、それぞれ1本運行されている（区間便は、学校登校日のみ運行）。

### 遺構
2018年現在、廃線から四半世紀以上経過するが、待合室のみの駅を含む旧駅舎が4駅（愛国、幸福、忠類、大樹）残存しており、記念公園（愛国、幸福、忠類）になっているものや、他目的に転用されたもの（大樹）などがあるが、営業当時の面影を残している。